# Французское ведомство по защите беженцев и лиц без гражданства
Французское ведомство по защите беженцев и лиц без гражданства (фр. Office français de protection des réfugiés et apatrides, аббр. OFPRA) — государственное административное учреждение Франции, ответственное за реализацию во Франции международных соглашений, касающихся признания статуса беженца или лица без гражданства, включая Женевскую конвенцию о статусе беженцев от 28 июля 1951 года и Конвенцию о статусе апатридов от 28 сентября 1954 года. Основной миссией OFPRA является обработка заявлений о предоставлении международной защиты (признание в качестве беженца, лица без гражданства или бенефициара дополнительной защиты).
Главный офис OFPRA находится в Фонтене-су-Буа, в регионе Иль-де-Франс, Франция.

## Структура ведомства
OFPRA подразделяется на несколько функциональных отделов, наиболее важными из которых для просителей убежища являются географические отделы и отдел защиты.

### Географические отделы
Заявления о предоставлении убежища обрабатываются в шести подразделениях, которые называются географическими следственными отделами и носят имя человека, который был признан беженцем во Франции. С января 2017 года они были разделены на два полюса: полюс Европа-Азия и полюс Америка-Африка.

#### Полюс Европа-Азия
- Подразделение Европы – «Мария Казарес»— рассматривает заявления о предоставлении убежища от граждан Восточной Европы, бывшего СССР, Балкан, Турции и Ближнего Востока. Управление по делам лиц без гражданства также относится к Европейскому отделу.
- Подразделение Азии – «Атик Рахими» —  изучает ходатайства о предоставлении убежища гражданам азиатских стран (за исключением Центральной Азии) и Океании. С 1 апреля 2016 года также отвечает за рассмотрение вопросов предоставления убежища на границах.
- Подразделение Европа-Азия — «Рудольф Нуреев» — расследует ходатайства о предоставлении убежища гражданам стран Центральной Азии и Ирана.

#### Полюс Америка-Африка
- Подразделение Африки — «Джеффри Ориема» — занимается главным образом заявлениями о предоставлении убежища от граждан франкоязычных и португалоязычных стран Африки к югу от Сахары.
- Подразделение Америки-Магриба – «Мигель Анхель Эстрелья» — рассматривает ходатайства о предоставлении убежища от граждан стран Большого Магриба, Африканского Рога, Северной и Южной Америки и Карибского бассейна.
- Подразделение Америк-Африка — «Майя Сюрдют» — расследует заявления о предоставлении убежища от граждан англоязычных стран африканского континента, а также из Мавритании, Гвинеи и Сенегала.

Отделы подразделяются на несколько секций, каждая из которых состоит из 8-12 офицеров охраны. OFPRA имеет около 350 сотрудников, отвечающих за обработку ходатайств о предоставлении убежища.

### Отдел защиты
Отдел защиты OFPRA выпускает почти 300 000 документов в год для лиц, получивших статус беженца.
Защита беженцев, лиц без гражданства или получателей дополнительной защиты, как это определено в пунктах 2 статьи L.721-2 и L.812-4 CESEDA, заключается в подготовке документов гражданского состояния для лиц, защищаемых OFPRA. Из-за своего статуса они не могут связаться с властями своей страны происхождения, чтобы получить их. Также отдел защиты занимается всеми событиями в гражданской жизни тех, кому предоставляется убежище, и решением всех вопросов, связанных с поддержанием их статуса.
Отдел защиты отвечает за:
- восстановление документов гражданского состояния;
- процедура смены имени;
- выдача семейных удостоверений;
- выдача других административных документов.

## Деятельность
До начала 1980-х годов общий показатель приема запрашивающих убежище составлял около 80%, но в 1981 году, когда начался первый кризис в сфере убежища, он начал падать и достиг 15,4% в 1990 году. С 1987 года этот показатель колеблется от 15% до 30%. В 2016 году он составил 38,1%. 
За весь 2017 год общее количество ходатайств о предоставлении убежища, поданных в OFPRA, достигло 100 412, что на 17% больше по сравнению с 2016 годом. В 2018 году в OFPRA было подано 122 743 заявки, что почти на 22% больше, чем в 2017 году.
Решения OFPRA об отклонении могут быть обжалованы в Национальном суде по вопросам убежища (CNDA), расположенном в Монтрёе.